# Luis Ramírez de Lucena
Luis Ramírez de Lucena, ismertebb nevén Lucena (1465 - 1530), spanyol sakknagymester. Az első nyomtatásban megjelenő sakkszakkönyv írója volt. A könyv címe Repetición de Amores y Arte de Ajedrez con ci Iuegos de Partido, 1497-ben jelent meg Salamancában.
A sakktörténet egyik meghatározó alakjává vált, mert könyvében olyan összegzéseket tett és olyan lépéseket, stratégiákat ábrázolt, amely a sakkjáték továbbfejlődését elősegítette. Magán- és szakmai életéről nagyon keveset tudnak a történetírók, ismeretes, hogy járt a Salamanca Egyetemre és valószínűleg ő segítette pályáján Fernando de Rojas spanyol drámaírót.  
Ő írta le először a Gambito de rey nevű sakkmegnyitást, amelyet magyarul királycselnek neveznek.